# Schelon
Die Schelon (russisch Шелонь) ist einer der Hauptzuflüsse des Ilmensee in Nordwestrussland.
Der 248 Kilometer lange Fluss hat seine Quelle in den Sumpfgebieten im Osten der Oblast Pskow. Von dort fließt er in überwiegend nördlicher Richtung, später in östlicher Richtung in die Oblast Nowgorod und mündet bei Schimsk am Westufer des Ilmensee in diesen. Das Einzugsgebiet der Schelon umfasst weite Teile der Ilmenniederung und beträgt 9710 km². Die Kleinstädte Porchow und Solzy sowie die Siedlung städtischen Typs Dedowitschi liegen am Flusslauf.
Historisch ist der Fluss vor allem durch die Schlacht an der Schelon im Jahre 1471 bekannt, in der das Heer des Großfürstentums Moskau unter Daniil Cholmski das Heer der Republik Nowgorod schlug, was den Verlust der Unabhängigkeit Nowgorods einleitete.